# Neetroplus nematopus
Neetroplus nematopus (Syn.: Hypsophrys nematopus) ist ein Süßwasserfisch aus der Familie der Buntbarsche, der in Mittelamerika (Nicaragua und Costa Rica) im Managuasee, im Nicaraguasee, im Xiloásee, im Río San Juan sowie in anderen in die Karibik mündenden nicaraguanischen Flüssen vorkommt.

## Merkmale
Männliche Neetroplus nematopus erreichen eine Länge von 14 cm, Weibchen bleiben etwas kleiner. Sie sind ockerfarben bis hellbraun gefärbt. Auf den Körperseiten vor der Afterflosse findet sich ein dunkles Querband und 6 bis 7 weitere, oft nur schlecht sichtbare Querbinden. Die Flossen sind gräulich und durchscheinend, Rücken- und Afterflosse oft rot gesäumt. Während der Brutpflege nehmen beide Geschlechter eine umgekehrte Färbung an, werden dunkelgrau bis schwarz und das mittige Querband wird weiß oder gelblich. Die Spitzen der Bauchflossen können weiß sein, an der Schwanzflossenbasis kann sich ein weißer Fleck zeigen. Ausgewachsene Männchen der Seepopulationen bekommen einen deutlichen Stirnbuckel, während dieser bei den in Flüssen lebenden Männchen nur klein bleibt oder überhaupt nicht entwickelt wird.
- Flossenformel: Dorsale XVIII–IXX/9–10, Anale VII–VIII/6–7.
- Schuppenformel: mLR 34, SL 32–33.

Charakteristisch für die Art ist die auf das Abweiden von Algen und anderem Aufwuchs angepasste Kiefer- und Zahnmorphologie. Das unterständige Maul ist sehr klein, die Kiefer kurz, wobei Ober- und Unterkiefer gleich lang sind oder der Unterkiefer kürzer sein kann. Die Zähne sind stumpf und ähneln Schneidezähnen. Labiolingual (lippen- und zungenseitig) sind sie abgeflacht. Die Unterkieferzähne stehen quer zu Körperachse. Die Schlundzähne sind schmal und klingenförmig, die hinteren besitzen zwei Spitzen.

## Lebensweise
Neetroplus nematopus lebt in Seen, in mittleren und größeren Flüssen und ist stark an Regionen mit Felsen und Gerölluntergrund gebunden. In Flüssen bevorzugen die Fische Abschnitte mit stärkerer Strömung. Die Fischart ernährt sich von Fadenalgen und anderem Aufwuchs auf Felsen und versunkenem Holz, sowie von Plankton und Fischlaich u. a. von Atherinella sardina und von dem anderer Buntbarschen. Magenuntersuchungen ergaben das Neetroplus nematopus im Xiloásee u. a. Jungfische des Zitronenbuntbarsches und von Parachromis dovii fraß, während ausgewachsene Parachromis dovii wiederum Neetroplus nematopus erbeuten.
Neetroplus nematopus laicht in Höhlen und Felsspalten, zu Not auch in leeren Konservenbüchsen und Bierdosen. Die Art vermehrt sich das ganze Jahr über mit einer Häufung im Februar und im Juli. Die 100 bis 150 Eier sind bräunlich und haben einen Durchmesser von ca. 2,25 mm. Die Jungfische schlüpfen nach etwa neun Tagen und schwimmen nach etwa 13 weiteren Tagen frei. Während der Fortpflanzungszeit sind die Fische revierbildend und sehr aggressiv. Außerhalb der Fortpflanzungszeit werden vorübergehend hin und wieder ergiebige Nahrungsreviere verteidigt.

## Systematik
Art und Gattung wurden 1867 durch den deutschen Zoologen Albert Günther beschrieben. Im Jahr 2007 wurde die Art der Gattung Hypsophrys zugeordnet und Neetroplus mit Hypsophrys synonymisiert. Im April 2016 wurde die Gattung Neetroplus wieder revalidiert, obwohl unstrittig ist, dass Hypsophrys nicaraguensis und Neetroplus nematopus Schwesterarten sind. Die beiden Arten unterscheiden sich jedoch deutlich in ihrer Schädel- und Zahnmorphologie, in ihrer Ernährungsweise, ihrer ökologischen Nische, in ihrer Brutfärbung und die Zuordnung der beiden Arten in zwei Gattungen ist damit mehr im Einklang mit den Grundlagen der Klassifikation der übrigen mittelamerikanischen Buntbarsche.